# Pedagogiczna Biblioteka Wojewódzka w Bydgoszczy

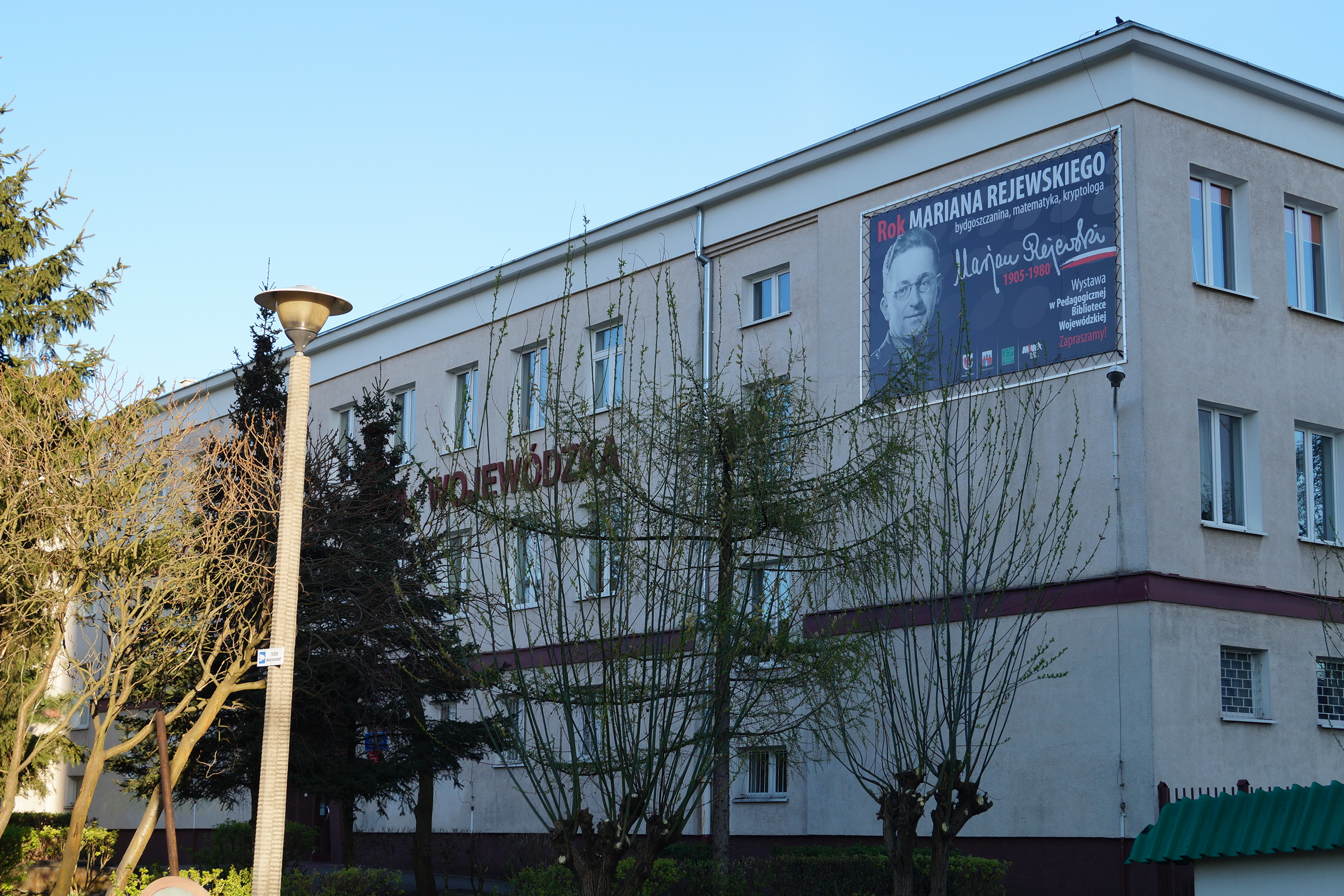
Banner „Rok Mariana Rejewskiego” na budynku Biblioteki

Pedagogiczna Biblioteka Wojewódzka w Bydgoszczy – biblioteka pedagogiczna w Bydgoszczy służąca kształceniu i doskonaleniu nauczycieli i pedagogizacji społeczeństwa, a także wspieraniu działalności szkół oraz bibliotek szkolnych.
W strukturze Biblioteki działa Muzeum Oświaty jako Wydział Zbiorów Specjalnych.

## Historia
Początkiem Biblioteki było powstanie w 1921 r. w Toruniu Okręgowej Biblioteki Pedagogicznej Kuratorium Okręgu Szkolnego Pomorskiego z inicjatywy pierwszego kuratora tego okręgu – Zygmunta Gąsiorowskiego. Księgozbiór zgromadzono w wyniku apelu skierowanego do wydawnictw i księgarń o nadsyłanie książek wchodzących w zakres nauki szkolnej. W 1932 r., po likwidacji kuratorium, księgozbiór przekazano bibliotece w Grudziądzu. W 1938 r. Biblioteka wznowiła swoją działalność w gmachu Książnicy Miejskiej im. Kopernika w Toruniu. Przed II wojną światową księgozbiór Biblioteki liczył 10 tys. woluminów. W czasie wojny zniszczono 97,5% księgozbioru. Biblioteka wznowiła swoją działalność wiosną 1945 r. z 2,5 tys. woluminów zdeponowanych w Książnicy Miejskiej przy Placu Teatralnym w Toruniu.
W 1951 r. Biblioteka zmieniła nazwę na Pedagogiczną Bibliotekę Wojewódzką i stała się samodzielną jednostką organizacyjną w ramach Kuratorium. Powołano sieć 21 bibliotek powiatowych i zwiększono liczbę pracowników. W 1968 r. Biblioteka została przeniesiona do Bydgoszczy. Nową siedzibą została część budynku przy ulicy Jagiellońskiej 9. W 1970 r. księgozbiór obejmował 51.757 woluminów i prenumerowano 172 czasopisma. W 1978 r. Biblioteka kolejny raz zmieniła siedzibę, zajmując parter budynku przy ulicy Łużyckiej 21 w Bydgoszczy, w którym znajdował się Dom Studenta Wyższej Szkoły Pedagogicznej. Księgozbiór liczył wtedy 75 tys. woluminów i 300 tytułów czasopism. W 1981 r., na swoje 60-lecie istnienia, Biblioteka otrzymała Medal Komisji Edukacji Narodowej. Wyróżnienie to było efektem ogromnego udziału Biblioteki w kształceniu i rozwoju studentów WSP m.in. przez organizowanie wielu wystaw, konferencji i współpracy z innymi instytucjami edukacyjnymi.
W wyniku likwidacji Studium Nauczycielskiego w Bydgoszczy Pedagogiczna Biblioteka Wojewódzka przeniosła się w grudniu 1992 r. do budynku przy ulicy M. Skłodowskiej-Curie 4. Do nowego pomieszczenia przeniesiono księgozbiór liczący wówczas 103.550 woluminów i 144 tytuły czasopism. W 1997 r. zmieniono w regulaminie Biblioteki zapis, dzięki któremu z księgozbioru korzystać mogą nie tylko nauczyciele i studenci kierunków pedagogicznych, ale również mieszkańcy zameldowani na terenie województwa kujawsko-pomorskiego. 28 listopada 2011 r. podczas sesji Sejmiku Województwa Kujawsko-Pomorskiego w Toruniu została przyjęta uchwała nadania Pedagogicznej Bibliotece Wojewódzkiej w Bydgoszczy imienia Mariana Rejewskiego.
Biblioteka posiadała dziewięć filii na terenie województwa kujawsko-pomorskiego w takich miastach, jak: Inowrocław, Koronowo, Mogilno, Nakło nad Notecią, Sępólno Krajeńskie, Szubin, Świecie, Tuchola i Żnin. Filie w 2016 roku zostały zlikwidowane.

## Zbiory
Biblioteka gromadzi książki, czasopisma, podręczniki szkolne, zbiory specjalne (m.in. dokumenty audiowizualne) pod kątem potrzeb kształcących i doskonalących się nauczycieli, kadry zarządzającej oświatą oraz studentów kierunków pedagogicznych.

### Zbiory specjalne
- Encyklopedia Powszechna S. Orgelbranda z 1883/13 tomów
- Wielka Ilustrowana Encyklopedia Powszechna wydanie Gutenberga w 20 tomach
- Encyklopedia Wychowawcza pod red. J.T. Lubomirskiego z 1881
- Encyklopedia Wychowania pod red. S. Łempickiego
- Powszechna Ilustrowana Historia Sztuki
- Historia Malarstwa M. Macfalla w 9 tomach
- Dzieje Malarstwa w Polsce wydanie Trzaski
- Trzy Konstytucje z XVII W.
- Konstytucja Sejmu Walnego Ordynaryjnego Warszawskiego z 1660 r.
- Konstytucja Sejmu Walnego z 1654 r.
- Konfederacja Generalna z 1674 r.
- Przekład wierszy Owidiusza dokonany przez W.S. Chrościńskiego wydany w 1695 r.
- Raport o stanie Akademii Krakowskiej od założenia jej w 1347 r. ad do teraźniejszego czasu – dodany przez J. Sołtykowicza 1810 r.
- Śpiewy historyczne – Niemcewicza z uwagami Lelewela z 1835 r.
- Dzieje Polski J.Lelewela z 1830 r.

## Dyrektorzy
- Jan Głodek – 1969-1984
- Jolanta Dopierała – 1984–1995
- Lucyna Wojciechowska – 1995–2011
- Ewa Pronobis-Sosnowska – od 2011